# Köpetdag Aşgabat

Logo von Köpetdag Aşgabat

Köpetdag Aşgabat (russisch «Копетдаг» Ашхабад) ist ein Fußballverein aus der turkmenischen Hauptstadt Aşgabat und war zeit seines Bestehens einer der erfolgreichsten Clubs des Landes.

## Geschichte
Der Club war 1936 bzw. 1937/38 als Lokomotiw Aşgabat jeweils erster turkmenischer Pokalsieger und Republikmeister, in der Folge spielte der Club unter verschiedenen Namen (vor 1938 und 1946–1949 Lokomotiw; 1939–1945 Dynamo Aşgabat, 1950–1955 Spartak Aşgabat, 1956–1959 und 1976–1988 Kolchostschy Aşgabat, 1962–1975 Stroitel Aşgabat, seit 1989 Köpetdag) meist in der zweiten und dritten Spielklasse der Sowjetunion, war aber nach dem Zerfall der Sowjetunion mit je sechs Meistertiteln und Pokalsiegen erfolgreichster Club in Turkmenistan, im Sommer 2008 zog sich der Club jedoch während des laufenden Spielbetriebs der turkmenischen Liga vom Spielbetrieb zurück und löste sich in der Folge auf.
In den 1930er und 1940er Jahren gewann der Club neun von ersten zehn Pokalwettbewerben der turkmenischen SSR.
1939 erreichte man zudem das erste von insgesamt vier Malen das Achtelfinale des sowjetischen Pokals; Ende der 1940er Jahre stieg man erstmals in die dritte sowjetische Spielklasse um in den gesamten 1950er Jahren in der zweiten sowjetischen Liga (B-Klasse) zu spielen, wurde aber in den 1960er Jahren mit der Liga in die Drittklassigkeit herabgestuft. Stieg aber im ersten Jahr der Drittklassigkeit (1963) in die nun A-Klasse genannte 2. Liga wieder auf. Mit Ausnahme eines Jahres in der Drittklassigkeit konnte der Club die Liga bis zum Ende der 1970er Jahre halten; in dieser Zeit spielte der in der eigenen Jugend ausgebildete Gurban Berdiýew für den Club. 1979 stieg man jedoch wieder in die Drittklassigkeit ab, in der man bis zum Ende der UdSSR Anfang der 1990er Jahre verblieb.
In den ersten acht Jahren wurde der Klub nur je zweimal nicht turkmenischer Pokalsieger und Meister, mit der Jahrtausendwende verlor der Klub jedoch seine Dominanz. Zwar wurde man 2001 noch Vizemeister sowie 2005 und 2006 Vizepokalsieger, doch wurde der Klub im Juli 2008 insolvent und löste sich auf.
Der Name des Clubs leitet sich vom die Stadt Aşgabat umgebenden Kopet-Dag-Gebirge ab.

## Vereinserfolge
- Turkmenischer Meister: 1992, 1993, 1994, 1995, 1998, 2000
- Turkmenischer Pokalsieger: 1993, 1994, 1997, 1999, 2000, 2001, 2018
- Turkmenischer Pokalfinalist: 1995, 2005, 2006, 2020

## Stadion
Der Verein trägt seine Heimspiele im Köpetdag-Stadion in Aşgabat aus. Das Stadion hat ein Fassungsvermögen von 26.503 Personen.

## Ehemalige Spieler
- Gurban Berdiýew (1971–1976, 1978)
- Waleri Nepomnjaschtschi (1982–1983)
- Kamil Mingazow (1987, 1989–1992, 1994–1998, 2000)
- Çäryýär Muhadow (1994–1995, 1998, 2000)
- Waleri Broschin (1997–1998)
- Wladimir Baýramow (1998)
- Arslan Satubaldin (2002–2004)